# Tatár Zoltán
Tatár Zoltán (Torda, 1938. május 19.) erdélyi magyar pedagógus és helytörténész.

## Életútja, munkássága
Középiskoláit a kolozsvári 1. sz. Fiúlíceumban végezte (1954); román nyelv és irodalom szakos diplomát a Bolyai, ill. a Babeș–Bolyai Tudományegyetemen szerzett (1960). 1960–63 között Széken, 1964–90 között Kolozsváron a Szállításügyi Szaklíceumban, 1990-től nyugdíjazásáig (1998) a Hallássérültek Magyar Nyelvű Tanintézetében tanított.
Első írásait 1998-ban, a kolozsvári Szabadságban közölte mint „társadalmi kordokumentarista”. Több kötetnyi írásában idézte fel, néha a kisgyermek szemszögéből, néha az eseményeket tudatosan megszenvedő felnőtt fejével a Ceauşescu-rendszer utolsó évtizedeiben a földdel egyenlővé tett régi kolozsvári külvárosok világát, embereit. A nagyvárosokban elszórványosodó magyar népesség gondjait tudatosító Vetési Lászlóval vallja: „egy város pedig akkor szegényedik el, amikor elfogynak a róla írók”.

## Kötetei
- Kincses külvárosom (Kolozsvár, 2003);
- Ló vágtat virágok között (visszaemlékezések, Kolozsvár, 2004);
- Pillantás a Fellegvárról (Kolozsvár, 2004);
- A Békástól a Lupsáig (Kolozsvár, 2008)
- A vargabéles legendája. Kolozsvári magyarok eltűnt munkahelyei nyomában; Stúdium, Kolozsvár, 2014